# Illa de Tombo
L'Illa de Tombo és una illa de l'oceà Atlàntic a la punta de la península de Kaloum (República de Guinea), aproximadament a 4 km a l'est de les Illes de Los.
L'illa és el lloc on es construí la capital de la República de Guinea, Conakry, i per això s'hi situa la ciutat vella de Conakry, mentre que la ciutat colonial nova està situada a Kaloum. Està connectada amb la península per una carretera sobre el mar.
L'illa fou posada sota un protectorat francès pel rei de Dubréka el 20 de gener de 1880, un pas que serví per contrarestar la influència anglesa creixent a la regió. El 24 de desembre de 1885, els alemanys renunciaren a establir-se a l'Illa de Tombo a canvi d'obtenir un territori a la frontera entre Togo i Dahomey. L'illa esdevingué un territori francès després de la seva adquisició 8 de juny de 1889.